# فیلم برادران سوپر ماریو
فیلم برادران سوپر ماریو (به انگلیسی: The Super Mario Bros. Movie) یک فیلم پویانمایی رایانه‌ای فانتزی محصول ۲۰۲۳ است که بر اساس فرنچایز بازی‌های ویدئویی ماریو از نینتندو ساخته شده‌است. این سومین فیلم سینمایی اقتباس‌شده از فرنچایز ماریو است و توسط ایلومینیشن، یونیورسال پیکچرز و نینتندو تولید، و توسط یونیورسال توزیع شده‌است. نخستین فیلم در قالب انیمه در سال ۱۹۸۶ در ژاپن، و فیلم دوم در قالب لایو اکشن در ۱۹۹۳ منتشر شد. این فیلم توسط آرون هورواث و مایکل جلنیک کارگردانی شده و فیلمنامهٔ آن توسط متی فوگل نوشته شده‌است و گروه بازیگران شامل کریس پرت، آنیا تیلور-جوی، چارلی دی، جک بلک، کیگان-مایکل کی، ست روگن و فرد ارمیسن در آن صداپیشگی کرده‌اند. فیلم به داستان پیدایش برادران ماریو و لوئیجی، دو لوله‌کش ایتالیایی-آمریکایی، می‌پردازد که به دنیای دیگری منتقل می‌شوند و درگیر نبردی بین «ماشروم کینگدم» به رهبری پرنسس پیچ و «کوپا» به رهبری باوزر می‌شوند.
پس از شکست انتقادی و تجاری فیلم ۱۹۹۳، نینتندو تمایلی به اعطای مجوز برای مالکیت فکری ماریو برای سازگاری فیلم نداشت. پس از آنکه نینتندو بازی‌های ویدئویی قدیمی‌تر خود را با همکاری یونیورسال پارکس اند ریزورتس برای ایجاد دنیای سوپر نینتندو آماده کرد، شیگرو میاموتو، خالق ماریو، علاقه‌مند به توسعهٔ فیلم جدیدی با همکاری کریس ملداندری مؤسس ایلومینیشن شد. بحث در مورد فیلم در ۲۰۱۶ آغاز شد و در ژانویه ۲۰۱۸ نینتندو اعلام کرد که این فیلم با همکاری ایلومینیشن و یونیورسال تولید خواهد شد. تولید فیلم تا سال ۲۰۲۰ در جریان بود و صداپیشه‌ها در سپتامبر ۲۰۲۱ رسماً اعلام شدند.
فیلم برادران سوپر ماریو در ۵ آوریل ۲۰۲۳ در ایالات متحده به صورت سینمایی اکران شد. این فیلم با نقدهای ضد و نقیض منتقدان روبرو شد، اما پاسخ انتقادی مثبت‌تری از سوی تماشاگران دریافت کرد. این فیلم با فروش ۱٫۳۶۱ میلیارد دلار در سراسر جهان  دومین فیلم پرفروش‌ سال ۲۰۲۳ شده و چندین رکورد گیشه، از جمله بزرگ‌ترین آخر هفتهٔ افتتاحیه در سراسر جهان برای یک فیلم پویانمایی را به نام خود ثبت کرد و پرفروش‌ترین فیلم تمام دوران براساس یک بازی ویدئویی و سومین فیلم پویانمایی پرفروش جهان لقب گرفت.

## داستان
ماریو و لوئیجی، برادران ایتالیایی-آمریکایی، اخیراً یک تجارت لوله‌کشی را در بروکلین راه‌اندازی کرده‌اند که باعث تمسخر کارفرمای سابق آن‌ها، اسپایک و نارضایتی پدرشان شده‌است. ماریو و لوئیجی پس از مشاهدهٔ یک نشت آب بزرگ در اخبار، به زیر زمین می‌روند تا آن را تعمیر کنند، اما توسط یک لوله انتقال مکیده می‌شوند و از هم جدا می‌شوند.
ماریو به «ماشروم کینگدم» که توسط پرنسس پیچ رهبری می‌شود، انتقال داده می‌شود، در حالی که لوئیجی در «دارک لندز» که توسط باوزر پادشاه شرور کوپا اداره می‌شود، فرود می‌آید. باوزر به دنبال ازدواج با پیچ است که در صورت امتناع او، قصد دارد ماشروم کینگدم را با استفاده از یک «سوپر استار» نابود کند. او ماریو را رقابتی در برابر عشقش نسبت به پیچ می‌داند، و لوئیجی را به منظور تهدید ماریو اسیر می‌کند. ماریو با تود ملاقات می‌کند که او را به نزد پیچ می‌برد. پیچ قصد دارد با نخستی‌سانانی به نام کونگ متحد شود تا به دفع باوزر کمک کنند، و به ماریو و تود اجازه می‌دهد تا با او سفر کنند. پیچ همچنین فاش می‌کند که وقتی نوزاد بود به ماشروم کینگدام رسید، و تودها در آنجا او را به خانهٔ خود بردند و در نهایت به عنوان رهبر خود انتخاب کردند. در پادشاهی جنگل، پادشاه کرانکی کونگ موافقت می‌کند تنها به شرطی به آن‌ها کمک کند که ماریو، پسرش دانکی کونگ را در یک مبارزه شکست دهد. با وجود قدرت بسیار زیاد دانکی کونگ، ماریو با استفاده از لباس گربه او را شکست می‌دهد.
ماریو، پیچ، تود و کونگ‌ها از چهارچرخه‌ها برای رانندگی به سوی ماشروم کینگدم استفاده می‌کنند، اما ارتش باوزر برای آن‌ها در جاده رنگین کمان کمین می‌کند. هنگامی که یک ژنرال پوست آبی کوپا بخشی از جاده را ویران می‌کند، ماریو و دانکی کونگ به سمت اقیانوس سقوط می‌کنند در حالی که سایر کونگ‌ها اسیر می‌شوند. پیچ و تود به ماشروم کینگدم بازگشته و از شهروندان می‌خواهند که آنجا را تخلیه کنند. باوزر وارد قلعهٔ پرندهٔ خود می‌شود و به پیچ پیشنهاد ازدواج می‌دهد، که او در نهایت پس از شکنجهٔ تود توسط کامک، با اکراه آن را می‌پذیرد. ماریو و دانکی کونگ که توسط یک نهنگ مارماهی‌شکل بزرگ بلعیده شده‌اند، متوجه می‌شوند که هر دو خواهان احترام پدرانشان هستند. آن‌ها با سوار شدن بر موشک باقیمانده از چهارچرخهٔ دانکی کانگ از شکم نهنگ فرار می‌کنند و به عروسی باوزر و پیچ می‌رسند.
در مراسم عروسی، باوزر قصد دارد به افتخار پیچ، تمام زندانیان خود را در گدازه اعدام کند. تود یک گل یخ را به دستهٔ گل پرنسس پیچ قاچاق می‌کند که پیچ از آن برای یخ‌زدن باوزر استفاده می‌کند. ماریو و دانکی کونگ می‌رسند و زندانیان را آزاد می‌کنند و ماریو از لباس تانوکی برای نجات لوئیجی استفاده می‌کند. باوزرِ خشمگین خود را آزاد می‌کند و یک بامبر بیل را احضار می‌کند تا ماشروم کینگدم را نابود کند، اما ماریو آن را از مسیر خارج می‌کند و آن را به سوی لوله انتقال هدایت می‌کند که در آنجا منفجر می‌شود و خلاء ایجاد می‌کند که باعث می‌شود تمام افراد و قلعهٔ باوزر به شهر بروکلین منتقل شوند. همان‌طور که آن‌ها با باوزر مبارزه می‌کنند، ماریو و لوئیجی سوپر استار را می‌گیرند و شکست‌ناپذیر می‌شوند و ارتش کوپا را شکست می‌دهند. باوزر توسط یک قارچ کوچک‌کننده کوچک می‌شود و در یک بطری زندانی می‌شود. ماریو و لوئیجی به عنوان قهرمان شناخته می‌شوند و توسط مردم بروکلین، از جمله پدر و مادرشان و اسپایک، مورد ستایش قرار می‌گیرند. پس از آن، برادران به خانه‌ای در ماشروم کینگدم نقل مکان می‌کنند و نخستین روز کاری لوله‌کشی خود را آغاز می‌کنند.

## صداپیشه‌ها
- کریس پرت در نقش «ماریو»:[۹] یک لوله‌کش ایتالیایی-آمریکایی از بروکلین که به‌طور تصادفی به دنیای «ماشروم کینگدم» منتقل می‌شود و برای نجات برادرش تلاش می‌کند.[۱۰]
- آنیا تیلور-جوی در نقش «پرنسس پیچ»:[۹] فرمانروای ماشروم کینگدم مربی و فرد مورد علاقهٔ ماریو، که در کودکی وارد دنیای ماشروم کینگدم شد و توسط تودها بزرگ شد.[۱۰][۱۱]
- چارلی دی در نقش «لوئیجی»:[۹] برادر کوچک‌تر ترسو و همکار لوله‌کش ماریو، که توسط باوزر و ارتشش دستگیر می‌شود.[۱۰][۱۱]
- جک بلک در نقش «باوزر»:[۹] پادشاه «کوپا تروپا» که بر سرزمین‌های تاریک حکومت می‌کند، یک ستاره قدرتمند را می‌دزدد و نقشه می‌کشد تا با ازدواج با پیچ، ماشروم کینگدم را فتح کند.[۱۰]
- کیگان-مایکل کی در نقش «تود»:[۹] خدمتکار پرنسس پیچ و یکی از ساکنان ماشروم کینگدم که گونه‌اش نیز تود (Toad) نام دارد؛ او آرزو دارد به اولین ماجراجویی واقعی خود برود.[۱۰]
- ست روگن در نقش «دانکی کونگ»:[۹] گوریل انسان‌نمای کراوات‌دار و قدرتمند که وارث تاج‌وتخت «پادشاهی جنگل» است.[۱۰]
- فرد ارمیسن در نقش «کرانکی کونگ»:[۹] پدر دانکی کونگ و فرمانروای «پادشاهی جنگل».[۱۰]
- سباستین مانیسکالکو در نقش «فورمن اسپایک»:[۹] رئیس سابق ماریو و لوئیجی در رکینگ کرو.[۱۰]
- کوین مایکل ریچاردسون در نقش «کامک»:[۹] جادوگر کوپا و مشاور و خبرچین باوزر.[۱۰]

علاوه بر آن، چارلز مارتینت که صداپیشگی ماریو و لوئیجی را در بازی‌های فرنچایز ماریو بر عهده دارد، پدر آن‌ها را در فیلم صداپیشگی می‌کند؛ او همچنین صداپیشهٔ «جوزپه»، یک شهروند بروکلینی را انجام می‌دهد که شبیه ظاهر اصلی ماریو از دانکی کونگ است و با صدای خود از بازی صحبت می‌کند. جسیکا دی‌چیکو صداپیشگی مادر ماریو و لوئیجی را بر عهده دارد، در حالی که رینو رومانو و جان دیماجیو به ترتیب صداپیشگی عموهای آن‌ها، یعنی «تونی» و «آرتور» را بر انجام می‌دهند. کاری پیتون صدای «پادشاه پنگوئن»، فرمانروای «پادشاهی یخ» که توسط ارتش باوزر تسخیر شده‌است را برعهده دارد، در حالی که ژولیت جلنیک، دختر کارگردان مشترک مایکل جلنیک، صدای «لومالی»، یک لومای نیهیلیست آبی‌رنگ را انجام می‌دهد که توسط باوزر زندانی شده‌است، و اسکات منویل صدای «ژنرال کوپا»، رهبر بالدار ارتش «بلو شل» از باوزر را صداپیشگی می‌کند. شخصیت‌های پائولین و دیدی کونگ در قالب حضور افتخاری به‌عنوان شهردار نیویورک سیتی و یکی از اعضای جمعیت در حال تماشای مبارزهٔ ماریو با دانکی کونگ ظاهر می‌شوند.

## تولید

### توسعه

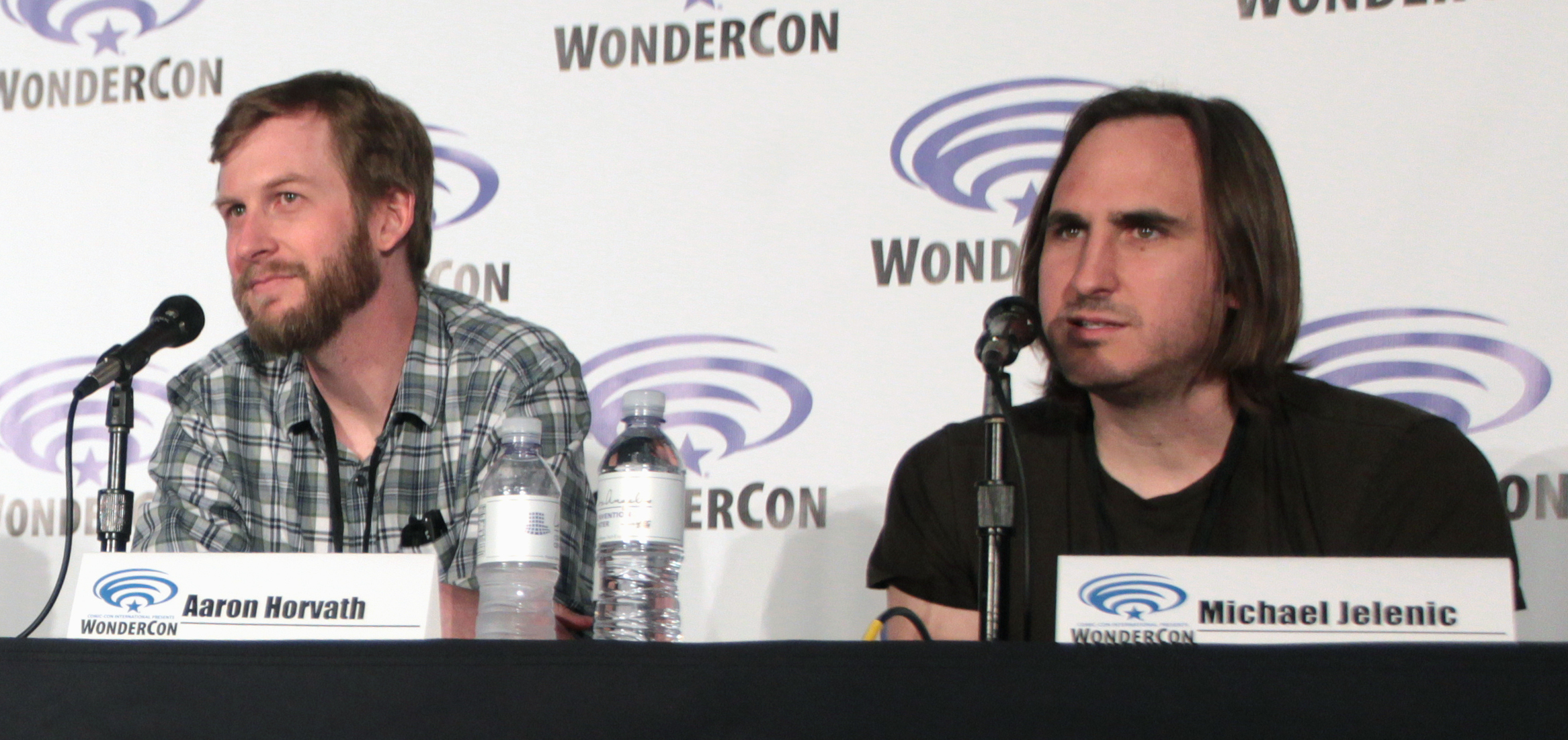
کارگردانان آرون هورواث و مایکل جلنیک

پس از شکست انتقادی و تجاری اقتباس فیلم برادران سوپر ماریو در سال ۱۹۹۳، شرکت ژاپنی بازی‌های ویدیویی نینتندو نسبت به صدور مجوز برای اقتباس‌های سینمایی محتاط شد. به گفته شیگرو میاموتو، خالق ماریو، ایده یک فیلم جدید ماریو از آوردن بازی‌های قدیمی‌تر خود به کنسول مجازی و سایر خدمات ناشی شده‌است. چنین انتقال‌هایی برای شرکت زمان‌بر بود و میاموتو متوجه شد که «اگر بتوانیم نرم‌افزار قدیمی‌مان را با دارایی‌های ویدیویی ترکیب کنیم و از آن‌ها برای مدت طولانی با هم استفاده کنیم، کسب‌وکار محتوای ما می‌تواند حتی بیشتر توسعه یابد.» میاموتو می‌دانست که روند ساخت یک فیلم با ساخت یک بازی ویدیویی بسیار متفاوت است و می‌خواست یک متخصص فیلم رهبری این تلاش را بر عهده بگیرد.
پس از هک سونی پیکچرز در نوامبر ۲۰۱۴، ایمیل‌هایی بین آوی آراد، تهیه‌کننده، ایمی پاسکال، رئیس استودیو، تام راثمن، رئیس ترای‌استار پیکچرز و میشل رایمو کویات، رئیس بخش تولید سونی پیکچرز انیمیشن منتشر شد که نشان می‌داد سونی تلاش کرده‌است حقوق فیلم فرنچایز ماریو را برای چندین سال تضمین کند. آراد در فوریه و ژوئیه ۲۰۱۴ از نینتندو در توکیو بازدید کرد تا بتواند یک معامله را تضمین کند. در ماه اکتبر، آراد به پاسکال ایمیل زد و گفت که قراردادش را با نینتندو بسته‌است. پاسکال برای کمک به توسعه پروژه، گندی تارتاکوفسکی، کارگردان هتل ترانسیلوانیا را پیشنهاد کرد، در حالی که کویاته گفت که می‌تواند «به ۳ تا ۴ فیلم فکر کند» و ابراز امیدواری کرد که یک «امپراتوری ماریو را بسازد». با این حال، پس از افشای ایمیل‌ها، آراد معامله را تکذیب کرد و گفت که مذاکرات تازه آغاز شده‌است. بازفید اشاره کرد که این ایمیل‌ها تضادهای احتمالی با شرکت برادر سونی اینتراکتیو انترتینمنت، یکی از رقبای اصلی نینتندو را در نظر نگرفته‌است.
از طریق همکاری نینتندو با یونیورسال پارکس اند ریزورتس برای ایجاد جاذبه‌های مبتنی بر ماریو، میاموتو با کریس ملداندری ، بنیانگذار بخش پویانمایی یونیورسال پیکچرز، آشنا شد. میاموتو فرایند خلاقانه ملداندری را شبیه به روند خلاقانه خودش می‌دانست و احساس می‌کرد که او رهبر مناسبی برای یک فیلم ماریو خواهد بود. آنها تا سال ۲۰۱۶ بحث‌های جدی‌تری را آغاز کرده بودند، زیرا می‌دانستند که اگر احساس می‌کردند کار نمی‌کند، به راحتی می‌توانستند کنار بروند. در نوامبر ۲۰۱۷، گزارش‌هایی مبنی بر همکاری نینتندو با یونیورسال و ایلومینیشن برای ساخت یک انیمیشن ماریو منتشر شد. تاتسومی کیمیشیما، رئیس وقت نینتندو، توضیح داد که این معامله نهایی نشده‌است، اما به زودی اعلام خواهد شد. کیمیشیما امیدوار بود که در صورت موفقیت‌آمیز بودن این معامله، تاریخ انتشار آن در سال ۲۰۲۰ امکان‌پذیر باشد. در ژانویه ۲۰۱۸، نینتندو اعلام کرد که فیلم با همکاری میاموتو و ملداندری پیشرفت خواهد کرد. ملداندری گفت که این فیلم یک «اولویت» برای ایلومینیشن است و به احتمال زیاد در سال ۲۰۲۲ اکران خواهد شد. او اضافه کرد که میاموتو در طول تولید «پیش رو و در مرکز» خواهد بود. در ژانویه ۲۰۲۰، شونتارو فوروکاوا، رئیس نینتندو اظهار داشت که فیلم با تاریخ اکران پیش‌بینی شده ۲۰۲۲ «به آرامی پیش می‌رود». فوروکاوا همچنین گفت که حقوق این فیلم متعلق به نینتندو خواهد بود و هم نینتندو و هم یونیورسال بودجه تولید را تأمین خواهند کرد.
در اوت ۲۰۲۱ پس از کشف پروفایل لینکدین یک انیماتور ایلومینیشن که این فیلم را در فهرستش شخصی خود داده بود، مشخص شد که آرون هورواث و مایکل جلنیک، توسعه‌دهندگان تایتان‌های نوجوان به پیش!، فیلم را کارگردانی می‌کنند. پس از اعلام فهرست کامل بازیگران، هورواث و جلنیک برای کارگردانی این فیلم تأیید شدند و متیو فوگل به عنوان فیلمنامه‌نویس پس از نگارش مینیون‌ها: ظهور گرو (۲۰۲۲) از ایلومینیشن، به پروژه پیوست. به گفته کاری پیتون، که با هورواث و جلنیک در پروژه‌های مختلف برای برادران وارنر انیمیشن همکاری کرده‌است، این دو فرد، یک ماه پس از اکران اولین فیلم بلندشان، تایتان‌های نوجوان به سینما می‌آیند!، در سپتامبر ۲۰۱۸ به استودیوی ایلومینیشن پاریس پرواز کردند.
در سپتامبر ۲۰۲۲، کامیک کان نیویورک اعلام کرد که تریلر تبلیغاتی فیلم در ۶ اکتبر ۲۰۲۲ منتشر خواهد شد. تیزر رسماً عنوان فیلم را به صورت «The Super Mario Bros. Movie» اعلام کرد که تا آن زمان یک «فیلم بدون عنوان» بود. اندکی پس از آن، اد اسکودر، که قبلاً با هورواث در یونیکیتی! کار کرده بود، تأیید کرد که به عنوان مدیر بخش داستان فیلم خدمت می‌کند.

### نویسندگی
کارگردانان جلنیک و هورواث می‌خواستند کارشان بر روی فیلم برعکس فیلم «بی‌تقدیر» تایتان‌های نوجوان به پیش! باشد، و هدف آنها توسعه اقتباسی وفادار به بازی‌های ماریو بود، که هر دو احساس می‌کردند قبلاً انجام نشده‌است، و همچنین چیزی «سینمایی‌تر» و «احساسی‌تر» نسبت به پروژه‌های قبلی باشد. آن‌های قصد داشتند این فیلم به‌عنوان «یک داستان پیدایش» برای ماریو و لوئیجی عمل کند، که با تمرکز بر پیشینهٔ این دو شخصیت به‌عنوان لوله‌کش‌های ایتالیایی-آمریکایی از بروکلین، آن‌ها را به‌عنوان «بچه‌های یقه‌آبی» به تصویر بکشند. آن‌ها همچنین می‌خواستند نشان دهند که چگونه گیمرها در بازی‌ها با تسلیم‌ نشدن برنده می‌شوند و قصد خود را اعلام کردند که این موضوع را به یک ویژگی شخصیتی برای نمایش ماریو در فیلم تبدیل خواهند کرد.
در حین نوشتن فیلمنامه، جلنیک و هورواث تصمیم گرفتند که نقش‌های پرنسس پیچ و لوئیجی را از بازی‌ها تعویض کنند، که به این ترتیب لوئیجی شخصی باشد که نیاز به نجات دارد و پیچ شخصی که به ماریو کمک می‌کند؛ آن‌ها احساس می‌کردند حضور این دو شخصیت در نقش‌های اصلی‌شان «بیش از حد ساده» است. آن‌ها از بازی سوپر ماریو ۳ دی ورلد (۲۰۱۳) الهام گرفتند، که در آن پیچ یک شخصیت قابل بازی است؛ از اینرو می‌خواستند روی نقش او به عنوان فرمانروای «ماشروم کینگدم» تمرکز کنند و اینکه «این شخص چقدر باید قوی باشد تا از تودها محافظت کند». آن‌ها همچنین باوزر را به عنوان یک شخصیت ترسناک بازنویسی کردند، در حالی که کمی کمدی و آسیب‌پذیری را نیز به آن افزودند.

### انتخاب بازیگران
ردیف وسط: جک بلک، کیگان-مایکل کی، و ست روگن به ترتیب صداهای باوزر، تود و دانکی کونگ را ارائه می‌دهند.
در فوریه ۲۰۲۱، چارلز مارتینت، صداپیشهٔ ماریو، گفت که امکان تکرار نقشش در این فیلم «چیز شگفت‌انگیزی» است و اگر از او خواسته شود صداپیشگی ماریو را انجام دهد: «من می‌روم و با شادی و خوشحالی زیادی این کار را انجام می‌دهم.» در اوت ۲۰۲۱، سباستین مانیسکالکو اعلام کرد که صدای اسپایک، ماریو و رئیس لوئیجی را از بازی خدمه ویرانگر (۱۹۸۵) برعهده خواهد گرفت.
شیگرو میاموتو طی نمایشی در سپتامبر ۲۰۲۱ در نینتندو دایرکت اعلام کرد که کریس پرت، آنیا تیلور-جوی، چارلی دی، جک بلک، کیگان-مایکل کی، ست روگن، کوین مایکل ریچاردسون، فرد ارمیسن و مانیسکالکو صداپیشگان خواهند بود که مارتینت در «کامئوهای غافلگیرکننده» حضور خواهد داشت. این اعلامیه با واکنش متفاوت طرفداران قدیمی مواجه شد. در حالی که برخی از افراد از ایدهٔ صداپیشگی شخصیت‌ها توسط بازیگران برجسته استقبال کردند، برخی دیگر این انتخاب‌ها را زیر سؤال بردند و از آن انتقاد کردند، به ویژه انتخاب کریس پرت در نقش ماریو به جای مارتینت (که از سال ۱۹۹۲ صداپیشگی این شخصیت را بر عهده داشته‌است) یا به جای یک بازیگر ایتالیایی. ملداندری گفت که پرت، ماریو را با لهجهٔ غلیظ ایتالیایی صداپیشگی نمی‌کند، طوری که مارتینت به‌طور سنتی این کار را انجام می‌داد.
به گفته دی، جزئیات داستان در طول ضبط برای بازیگران مخفی نگه داشته شد، او خاطرنشان کرد که باید دیالوگ‌های خود را به روش‌های مختلف ضبط می‌کرد، پس از آن کارگردان‌ها نسخه‌ای را انتخاب می‌کردند که معتقد بودند بهترین گزینه برای صحنه باشد. پس از انتشار تریلر، کاری پیتون و اریک بائوزا حضور خود را در این فیلم تأیید کردند؛ پیتون صداپیشگی «پادشاه پنگوئن» را بر عهده دارد در حالی که بائوزا تنها تأیید کرد که در این فیلم حضور دارد اما نقش خود را افشا نکرد. در طول دنیاگیری کووید-۱۹، پیتون خطوط صداپیشگی خود را در داخل کمد خانه‌اش ضبط کرد، اگرچه مطمئن نبود که آیا نقش وی در تدوین نهایی فیلم ظاهر می‌شود یا خیر.

### پویانمایی و طراحی
این فیلم توسط ایلومینیشن استودیوز پاریس در پاریس، فرانسه تولید شد. تولید فیلم تا سپتامبر ۲۰۲۰ در جریان بود و کار روی انیمیشن در اکتبر ۲۰۲۲ به پایان رسید. نورپردازی و رندر انیمیشن نسبت به پروژه‌های قبلی ایلومینیشن بهبود یافت. طراحی شخصیت دانکی کونگ برای نخستین بار پس از بازی ویدیویی کشور دانکی کونگ (۱۹۹۴) تغییر کرده‌است. برای طرح جدید او، هنرمندان عناصری از طراحی مدرن و طراحی اصلی او را از اولین حضور او در دانکی کونگ (۱۹۸۱) ترکیب کردند. جلنیک و هورواث می‌خواستند انیمیشن بین سبک‌های کارتونی و واقع‌گرایانه تعادل برقرار کند، و بین لحظات کمدی بی‌نظیر و سکانس‌های اکشن واقعاً پرمخاطره قرار گیرد. برای چهارچرخه‌هایی (Kart؛ کارت) که در این فیلم نمایش داده می‌شوند، کارگردانان با یک هنرمند طراحی خودرو و هنرمندان حاضر در نینتندو همکاری کردند تا وسایلی بسازند که با تصویر آن‌ها در فیلم مطابقت داشته باشد و در عین حال از تصویر آن‌ها در بازی‌های ماریو کارت الهام بگیرند. مرحله پس‌تولید این فیلم تا مارس ۲۰۲۳ به پایان رسید.

### موسیقی
ملداندری در طول «نینتندو دایرکت» در اکتبر ۲۰۲۲ تأیید کرد که برایان تایلر قرار است موسیقی فیلم را بسازد. تایلر در حال همکاری نزدیک با کوجی کوندو، آهنگساز قدیمی ماریو بوده‌است تا مضامین بازی‌ها را در موسیقی متن اصلی فیلم بگنجاند. جلسات ضبط موسیقی در ۱۷ اکتبر ۲۰۲۲ در ایستوود در استودیوهای برادران وارنر آغاز شد. ترانه‌هایی از جک بلک و کیگان-مایکل کی نیز برای این فیلم به صورت بداهه ساخته شدند. بلک هایدرا، موسیقی تریلر رسمی فیلم را به نام «سوپر ماشروم» ساخته‌است. این ترانه در ۳۰ نوامبر ۲۰۲۲ در یوتیوب منتشر شد.
جک بلک ترانهٔ «پیچز» را همراه با کارگردانان، اریک آزموند و جان اسپایکر نوشت، که در آن باوزر عشق خود را به پرنسس پیچ ابراز می‌کند. اجرای یک ترانهٔ عاشقانه توسط باوزر ایدهٔ بلک بود. «پیچز» در ۷ آوریل ۲۰۲۳ با موزیک ویدئویی به کارگردانی کول بنت منتشر شد که به گفته بلک، در عرض چند ساعت فیلمبرداری شد. پس از انتشار اولیه، این ترانه در رتبهٔ ۶۱ از جدول استریم آی‌تیونز ظاهر شد، و بعدها در بیلبورد هات ۱۰۰ ظاهر شد و به جایگاه ۸۳ رسید.

## انتشار
فیلم برادران سوپر ماریو قبلاً برای اکران در ۲۱ دسامبر ۲۰۲۲ برنامه‌ریزی شده بود، اما تاریخ آن توسط یونیورسال پیکچرز به ۵ آوریل ۲۰۲۳ منتقل شد و گربه چکمه‌پوش: آخرین آرزو از دریم‌ورکس انیمیشن جایگاه انتشار آن را گرفت. این فیلم در ژاپن در ۲۸ آوریل اکران می‌شود.

### رسانه خانگی
فیلم برادران سوپر ماریو حداقل ۳۱ روز پس از اکران سینمایی، در قالب ویدئو به‌درخواست ممتاز منتشر خواهد شد. این فیلم همچنین برای پخش در پیکاک در دسترس خواهد بود، و در اواخر سال ۲۰۲۳ در سرویس استریم نتفلیکس قرار خواهد گرفت.

## بازخورد

### فروش گیشه
تا تاریخ ۵ سپتامبر ۲۰۲۳، فیلم برادران سوپر ماریو ۵۷۴٫۹ میلیون دلار در ایالات متحده و کانادا، و ۷۸۴٫۸ میلیون دلار در مناطقِ دیگر جهان به دست آورده‌است، که در مجموع فروش جهانیِ ۱٫۳۶ میلیارد دلار را نشان می‌دهد. این فیلم دومین فیلم پرفروش‌ترین سال ۲۰۲۳ است و پس از تنها یک هفته اکران به پرفروش‌ترین فیلم بر اساس یک بازی ویدئویی تبدیل شد.
در ایالات متحده و کانادا پیش‌بینی شده‌بوده که فیلم برادران سوپر ماریو در هفته افتتاحیه خود حداقل ۱۲۵ میلیون دلار از ۴٬۰۲۵ سالن سینما درآمد داشته باشد. پس از فروش ۳۱٫۷ میلیون دلار در روز اول و ۲۶٫۵ میلیون دلار در روز دوم، برآوردهای پنج روزه به ۱۴۱ میلیون دلار افزایش یافت. پس از فروش ۵۵ میلیون دلاری فیلم در روز جمعه، پیش‌بینی‌ها دوباره به ۱۹۱ میلیون دلار تعدیل یافتند. این فیلم برای نخستین بار در تعطیلات آخر هفتهٔ سه‌روزه به فروش ۱۴۶٫۴ میلیون دلاری دست یافت و در بازهٔ پنج روزه به ۲۰۴٫۶ میلیون دلار رسید، که از افتتاحیهٔ ۷۲٫۱ میلیون دلاری سونیک خارپشت ۲ پیشی گرفت و به برترین آخر هفته افتتاحیه برای یک اقتباس از بازی‌های ویدئویی تبدیل شد، و همچنین با ۱۹۰٫۸ میلیون دلار درآمد ناخالص در طول افتتاحیه به پرفروش‌ترین اقتباس بازی ویدئویی تمام زمان‌ها تبدیل شد. همچنین این فیلم سومین آخر هفته افتتاحیه در طول عید پاک در تمام دوران را رقم زد، که پس از خشمگین ۷ و بتمن در برابر سوپرمن: طلوع عدالت به این موفقیت دست یافت. این فیلم نه تنها از تبدیل‌شوندگان: انتقام فالن در ردهٔ بزرگ‌ترین افتتاحیه پنج‌روزه پیشی گرفت، بلکه از مینیون‌های ایلومینیشن نیز در این رده پیشی گرفت. علاوه بر این، این فیلم بزرگ‌ترین آخر هفته افتتاحیه سال ۲۰۲۳ است و از مرد مورچه‌ای و زنبورک: شیدایی کوانتومی پیشی گرفته‌است. به‌طور کلی، فیلم برادران سوپر ماریو پس از شیرشاه و شگفت‌انگیزان ۲، سومین آخر هفته پرفروش را برای هر فیلم پویانمایی ایجاد کرد. این فیلم همچنین در مناطق دیگر عملکرد بیش از حد مطلوبی داشت و ۱۷۳ میلیون دلار درآمد داشت تا به افتتاحیهٔ آخر هفته جهانی ۳۷۷٫۲ میلیون دلار برسد، که رکورد یخ‌زده ۲ را شکست. این فیلم همچنین از وارکرفت پیشی گرفت و بالاترین آخر هفته افتتاحیه در سراسر جهان را برای اقتباس از بازی‌های ویدئویی داشت. این فیلم در دومین آخر هفته اکران خود ۸۷ میلیون دلار فروش داشت که بهترین آخر هفته دوم برای یک فیلم پویانمایی در تاریخ بود و از یخ‌زده ۲ پیشی گرفت.

### پاسخ انتقادی
در وبگاه جمع‌آوری نقد راتن تومیتوز، ٪۵۹ از ۲۵۸ بررسی منتقدان مثبت است و میانگینِ امتیاز آن ۵٫۷/۱۰ است. اجماع این وبگاه چنین می‌نویسد: «در حالی که به اندازهٔ لاک‌پشتی که تعداد زندگی را به ۱۲۸ می‌رساند، هیجان‌انگیز نیست، فیلم برادران سوپر ماریو یک انیمیشن ماجراجویی رنگارنگ—البته با داستان ضعیف—است که تقریباً به همان اندازه که به نینتندو وفادار است، از آن پیروی نمی‌کند.» این فیلم در متاکریتیک که از میانگین وزنی استفاده می‌کند، بر اساس نظر ۵۲ منتقدین امتیاز ۴۶ از ۱۰۰ را کسب کرده که نشان‌گر «نقدهای مختلط یا متوسط» است. در مقابل، بازخورد تماشاگران به‌طور قابل‌توجهی مثبت‌تر گزارش شده‌است؛ پاسخ انتقادی مخاطبان در وبسایت راتن تومیتوز با ۹۶٪ تأیید و میانگینِ نمرهٔ ۴٫۷/۵ «تقریباً عالی» گزارش شده‌است. مخاطبان نظرسنجی شده توسط سینماسکور به فیلم نمره متوسط «A» در مقیاس «A+» تا «F» دادند، درحالی که آن‌هایی که توسط پست‌ترک مورد ارزیابی قرار گرفتند به فیلم نمره کلی مثبت ۹۴٪ دادند و ۸۲٪ گفتند که قطعاً آن را توصیه می‌کنند. میاموتو اظهار داشت که منتقدانی که به فیلم امتیاز پایین دادند در موفقیت فیلم و ایجاد حواشی در اطراف آن نقش داشته‌اند.
راس بونیم از کلایدر نقد مثبتی ارائه کرد و نوشت: «بدیهی است که از بسیاری جهات فیلم برادران سوپر ماریو یک تبلیغ بلندمدت برای برند نینتندو است؛ با این حال، جلنیک، هورواث، و فوگل، احساسی را ایجاد می‌کنند که نشان می‌دهد این اثر با عشق ایجاد شده‌است، و آن‌ها کلیدهای «ماشروم کینگدم» را در اختیار دارند، و اجازه دارند همه‌چیز را با آنچه که طرفداران می‌خواهد انجام دهند [...] از بسیاری جهات فیلم برادران سوپر ماریو یادآور رالف خرابکار و شادی ناشی از دیدن این شخصیت‌ها روی صفحه است». زکی حسن که برای سان فرانسیسکو کرونیکل می‌نویسد، از جلوه‌های بصری لذت برد، اما احساس کرد که پایبندی شدید به بازی‌ها و ارجاعات فراوان به آن، باعث شده که فیلم روایت دقیقی نداشته باشد، و اینکه [فیلم] در تلاش است تا از شکست‌های نسخهٔ ۱۹۹۳ آن جلوگیری کند؛ او این فیلم را «یک قطعهٔ کارآمد و ساده از مدیریت برند» خواند. تام یورگنسن از آی‌جی‌ان یک بررسی کلی مثبت به فیلم داد؛ او انرژی فیلم، موسیقی متن، با وجود گنجاندن آهنگ‌های پاپ، و جلوه‌های بصری آن را تحسین کرد. او همچنین استفاده از ایستر اگ‌ها را ستود اما از برخی از شخصیت‌های توسعه‌نیافته انتقاد کرد. یورگنسن همچنین به‌طور جزئی از تلاش پرت و دی برای ایجاد لهجه‌های نیویورکی برای ماریو و لوئیجی انتقاد کرد، زیرا «مطمئناً توسط مردم خوب بروکلین ستایش نمی‌شود» و اظهار داشت: «مطمئناً خصوصیات کارتونی آن یکنواخت‌تر شده‌اند». با این حال، او صداپیشگی بازیگران را برای تجسم قهرمانی شخصیت‌ها که «به خوبی با ماشروم کینگدم تعادل دارد» تحسین کرد. یورگنسن از بازی بلک در نقش باوزر به دلیل «متمایز بودن» و تناسب او با این شخصیت تمجید کرد.

## آینده
در می ۲۰۲۱، فوروکاوا گفت که نینتندو علاقه‌مند است در صورت موفقیت فیلم ماریو، فیلم‌های پویانمایی بیشتری را بر این اساس تولید کند. نوامبر سال بعد، گزارش‌هایی مبنی بر اینکه ایلومینیشن در حال ساخت یک فیلم اسپین‌آف دانکی کونگ است، منتشر شد و روگن قرار است نقش خود را دوباره بازی کند.
در فوریه ۲۰۲۲، چارلی دی ابراز علاقه کرد که در یک فیلم از عمارت لوئیجی بازی کند.
برای این فیلم دنباله‌هایی در نظر گرفته شده و حداقل تبدیل به یک سه‌گانه خواهد شد